# Беренбрук, Томас
Томас Беренбрук (итал. Thomas Berenbruch; Пустой шаблон {{ВД-Преамбула}} ) — итальянский футболист, центральный защитник клуба «Интер».

## Клубная карьера
Беренбрук — воспитанник клубов «Ренате» и «Интер». 11 марта 2025 года в поединке Лиги чемпионов против нидерландского «Фейеноорда» Томас дебютировал за основной состав последних. 

## Достижения
Клубные
 «Интер» Милан
- Финалист Лиги чемпионов — 2024/2025